# Codex Hierosolymitanus
Codex Hierosolymitanus (zwany również manuskryptem Bryenniosa lub Jerusalem Codex,  oznaczany symbolem H) – rękopis w języku greckim pochodzący z XI wieku, napisany przez nieznanego pisarza o imieniu Leo. Rękopis ten jest datowany na 1056 rok n.e. Nazwa kodeksu „Jeruzalem Codex” wskazuje na jego miejsce przechowywania w Jerozolimie.
Kodeks został odkryty w 1873 roku przez metropolitę Nikomedii Filoteosa Bryenniosa w bibliotece Bazyliki Świętego Grobu, w Jerozolimie.
Kodeks zawiera:
1. streszczenie Starego i Nowego Testamentu, w kolejności podanej przez Jana Chryzostoma
2. List Barnaby
3. 1. List Klemensa do Koryntian
4. 2. List Klemensa do Koryntian
5. Didache (Nauka dwunastu apostołów)
6. fałszywy list Marii z Cassoboli
7. Dwanaście listów Ignacego z Antiochii.

Filoteos Bryennios wydał listy do Koryntian wraz ze wstępem i notatkami w Konstantynopolu w 1875 roku oraz opublikował Naukę dwunastu apostołów w tym samym mieście w roku 1883. Faksymile całego kodeksu opublikował J. Rendel Harris w 1887 roku.